# 氷川神社 (さいたま市西区西遊馬)
氷川神社（ひかわじんじゃ）は、埼玉県さいたま市西区の神社。

## 歴史
創建年代は不明である。ただ戦国時代より、当地は「遊馬郷」と呼ばれており、その頃には既に存在していたものと推測される。「華蔵院」が別当寺であった。華蔵院は天台宗の寺院であったが、明治初期の神仏分離により、廃寺に追い込まれた。
1873年（明治6年）、近代社格制度に基づく「村社」に列せられ、明治末期から大正時代にかけての神社合祀により、周辺の神社が合祀された。当社に祀られている八幡神像は、当社に合祀された「上サ八幡神社」のものと推測されている。なお、この上サ八幡神社の合祀は手続き上のもので、現在も約1キロメートル北西に存在している。

## 交通アクセス
- 指扇駅より徒歩24分。